# Espargos
Espargos és la capital de l'illa de Sal a l'arxipèlag de Cap Verd. Els eu nom en portuguès fa referència a les tijes d'espàrrecs silvestres amb les seves flors de color groc brillant que creixen a les zones de sorra al voltant de l'illa, de tipus Asparagus squarrosus i que es troben a les altres illes de ap Verd llevat a Brava. Està situada al cor de l'illa, prop de l'Aeroport Internacional Amílcar Cabral, on hi ha les oficines centrals de Cabo Verde Express i Halcyonair.

## Població històrica
| Any         | Població |
| ----------- | -------- |
| 1990 (Cens) | 5,778    |
| 2000 (Cens) | 5,456    |
| 2010 (Cens) | 17,081   |

## Història
El 1939, el Govern italià de Benito Mussolini va rebre l'autorització per part del govern colonial portuguès per començar la construcció d'un aeroport de trànsit per donar servei als seus vols que feien la ruta entre Europa i Amèrica del Sud. Es van construir instal·lacions prefabricades molt simples. No obstant això, a conseqüència de la participació italiana en la Segona Guerra Mundial el projecte d'aeroport fou abandonat. El 1945, els portuguesos van comprar la instal·lació de l'aeroport als italians i el 1949 va entrar en funcionament l'aeroport Ilha do Sal. L'aeroport ha estat millorat gradualment des de llavors. S'hi van construir petites cases en diverses àrees immediatament adjacents a l'aeroport. Actualment Espargos és el principal centre comercial d'Ilha do Sal.